# Susanna Daucher
Susanna Daucher, auch Doucher oder Ducher (* um 1495 in Augsburg; † im 16. Jahrhundert), war die Ehefrau des Augsburger Bildhauers Hans Daucher und eine Anhängerin der Täuferbewegung.

## Leben
Susanna Daucher wurde gegen Ende des 15. Jahrhunderts in Augsburg als Susanna Spitzmacher geboren. Weitere Angaben über ihre Herkunft und Jugend können aufgrund der Quellenlage nicht gemacht werden. Bekannt ist nur, dass sie mindestens eine Schwester hatte, die den Vornamen Maxentia trug und deren späterer Ehemann einer Familie Wisinger entstammte. Sowohl ihre Schwester als auch ihre gemeinsame Mutter gehörten ab 1527 der Augsburger Täufergemeinde an. Um 1515 heiratete sie den in Stuttgart geborenen Bildhauer und Medailleur Hans Adolf Daucher, der gemeinsam mit seinem Vater Adolf Daucher († zwischen 1523 und 1525) eine Bildhauerwerkstatt betrieb. Beide werden heute zur so genannten Ulmer Schule gezählt und galten schon zu Lebzeiten als bekannte Vertreter ihres künstlerischen Handwerks. Aus der Ehe mit Hans Daucher gingen mindestens zwei Kinder hervor, die im Frühjahr 1528 drei und sechs Jahre alt waren. Ein drittes Kind war zu diesem Zeitpunkt unterwegs. Ob Susanna es lebend zur Welt gebracht hat, ist unbekannt. Hans Daucher wurde allerdings später als „Vater von drei Kindern“ vorgestellt.
Dass Susanna Daucher in der Stadtgeschichte Augsburgs Erwähnung findet, steht im Zusammenhang mit ihrer Mitgliedschaft in der Augsburger Täufergemeinde, deren Anfänge auf das Jahr 1525 zurückgehen und deren Entstehung sowie deren überregionale Bedeutung mit den Täuferpersönlichkeiten Ludwig Hätzer, Balthasar Hubmaier, Hans Denck und Hans Hut eng verbunden sind. Auf welche Weise Susanna Daucher zur Täufergemeinde Kontakt fand, ist nicht überliefert. Belegt ist aber, dass sie sich im November 1527 gemeinsam mit ihrer Mutter und ihrer Schwester Maxentia Wisinger gegen den Willen ihres Ehemannes taufen ließ. Ort der Taufe war das Haus des Spitzenklöpplers Huber. Als Täufer wird ein gewisser Thomas oder auch Thoman erwähnt. Wahrscheinlich handelte es sich um den aus Memmingen stammenden Thomas Waldhausen, der wenige Monate zuvor an der Augsburger Märtyrersynode als Mitglied der „Fraktion“ Hans Huts teilgenommen hatte. Susanna Daucher veranstaltete Bibellesekreise für Frauen und legte biblische Texte aus. Sie nahm an Täufertreffen außerhalb Augsburgs teil, so zum Beispiel in Radegundis beim Schloss Wellenburg, das heute im Augsburger Stadtteil Bergheim liegt. Auch war sie im diakonischen Bereich tätig und unterstützte arme Frauen, insbesondere Witwen.
In den Tagen vor Ostern 1528 fanden in Augsburg mehrere Täuferversammlungen statt, die in Privathäusern abgehalten wurden. So traf man sich am Sonnabend vor Palmsonntag zu einer Abendmahlsfeier im Keller des Wohnhauses der Täuferin Barbara Schleifer und anschließend zu einer Versammlung, zu der Georg Nespitzer eingeladen hatte und bei der es um die Klärung theologischer Lehrfragen ging. Nespitzer stand zu diesem Zeitpunkt wohl noch ganz unter dem Einfluss der an Thomas Münzer orientierten Hutschen Theologie, die von einer „brennenden Naherwartung“ der Wiederkunft Christi geprägt war. Hut (und wohl auch Nespitzer) rechneten damit, dass mit dem Pfingstfest 1528 das Gericht Gottes über alle Gottlosen beginnen würde.  Am Sonnabend vor Ostern (11. April 1528) fand eine weitere Begegnung statt – diesmal im Haus des Augsburger Bürgers Gall Fischer, der aber zu dieser Zeit auf einer Missionsreise war. Georg Nespitzer und Claus Schleifer leiteten die gottesdienstliche Zusammenkunft, bei der auch einige Gläubige getauft wurden. Man verabredete sich zum Ostergottesdienst am folgenden Sonntag im Haus an der Schleifergasse 10, der Wohnung der Familie Daucher. Hans Daucher war zu dieser Zeit berufsbedingt in Österreich unterwegs.

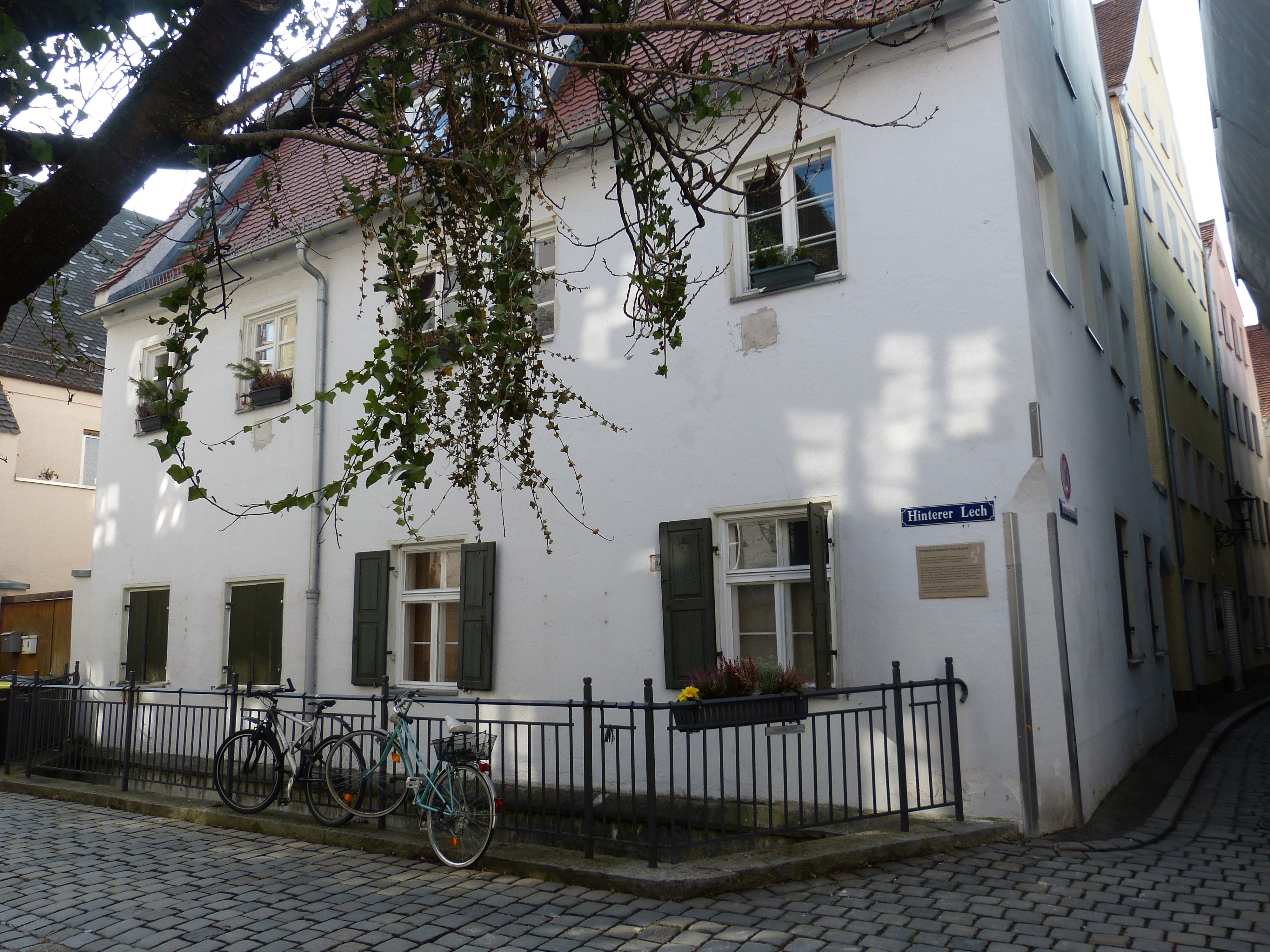
Haus der Familie Daucher am Hinteren Lech 2, heute ein Baudenkmal im Stadtviertel Lechviertel, östliches Ulrichsviertel

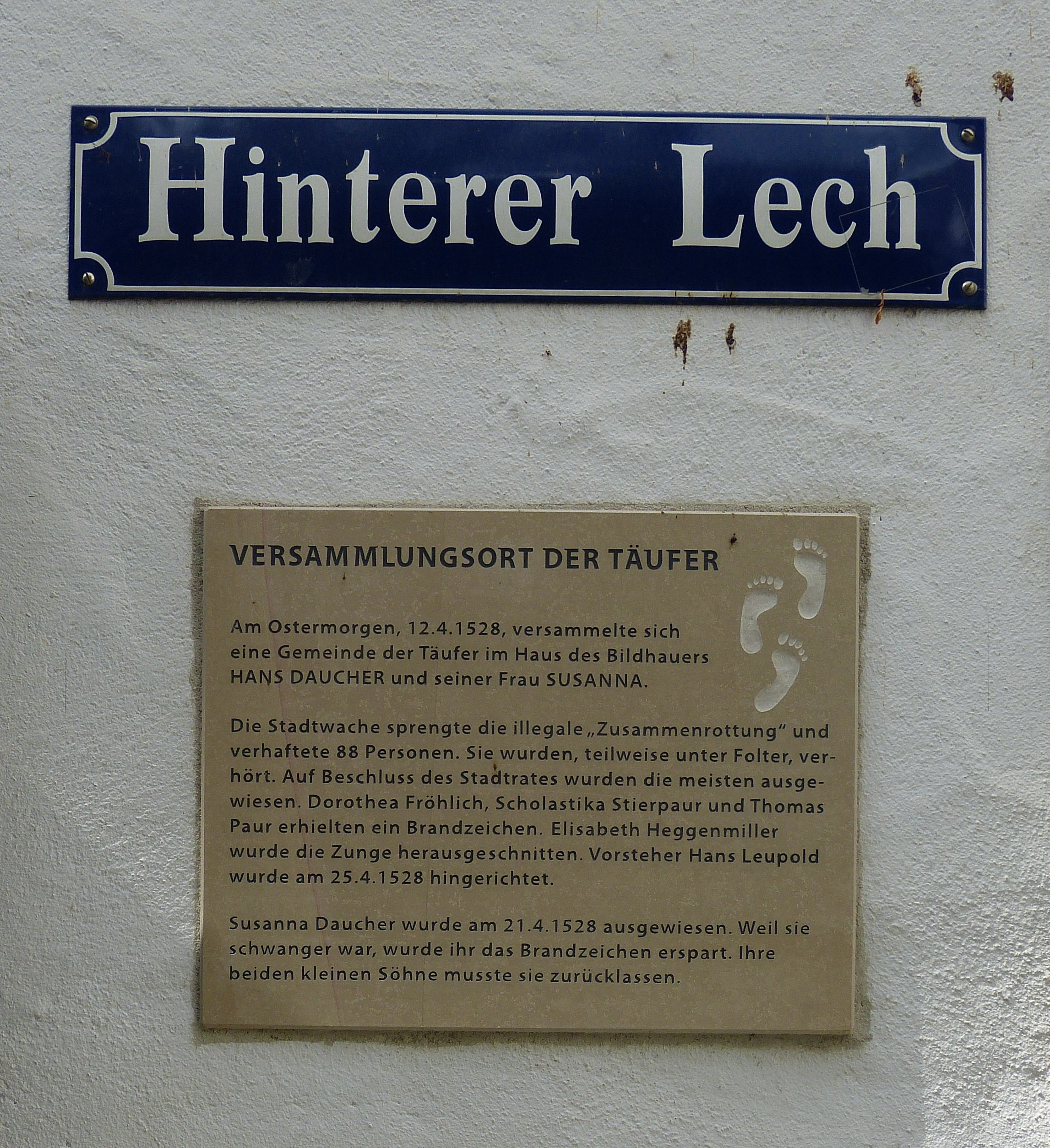
Gedenktafel am Haus der Familie Daucher

Die Verantwortlichen der Stadt Augsburg hatten schon längere Zeit zuvor per Ratsbeschluss die Aufnahme und Bewirtung von Täufern strengstens verboten. Susanna Daucher verhängte deshalb bei der Vorbereitung des Gottesdienstes vorsorglich die Fenster ihres Hauses mit Tüchern. Die rund 100 Personen, die sich im Daucher-Haus zum Gottesdienst eingefunden hatten, konnten aber in der Enge des Augsburger Lechquartiers nicht verborgen bleiben. Das Treffen wurde bei den städtischen Behörden denunziert. Nespitzer und sein Mitältester Hans Leupold müssen die drohende Gefahr geahnt haben. Beide warnten die Versammlung, doch die meisten Gottesdienstbesucher blieben. Der Stadtrat beorderte bewaffnete Polizeikräfte und ließ das Haus umstellen. Nach etwa einer Stunde erfolgte der Zugriff. 88 Personen wurden verhaftet, in Eisen gelegt und zum Rathaus verbracht. Unter ihnen befanden sich 39 nicht ortsansässige Täufer und Täuferinnen, die bereits am folgenden Tag mit der Peitsche, einige auch nach Kennzeichnung durch „den Brand auf den Backen“, der Stadt verwiesen wurden. Die Augsburger Bürger und Bürgerinnen unterzog man peinlichen Verhören. Susanna Daucher verteidigte sich unter anderem mit dem Argument, dass auch in häuslicher Umgebung gemeinsames Bibellesen und Beten nicht verwerflich sein könne. Am Ende der gerichtlichen Untersuchungen stand der so genannte „Verruf“, mit dem die schwangere Susanna Daucher aus der Stadt vertrieben wurde und der heute zu den Ausstellungsobjekten der Lutherstiege Augsburg gehört: 

„Susanna Daucher, genannt Adolfin von Augsburg, hat gegen die getreue Warnung, die der ehrbare Rat der Stadt Augsburg hat verkünden und anschlagen lassen die besagt, dass niemand die Wiedertaufe annehmen sollte, dass zusammenkommen und sich versammeln von Wiedertäufern verboten ist und mit Leibes- und Lebensstrafen bestraft wird, die Wiedertaufe angenommen. Sie hat Wiedertäufern zu essen gegeben, sie mit Speis und Trank versorgt, in ihrer Wohnung hat sie eine verbotene Versammlung zugelassen und Versammlungen an anderen Orten besucht. Darum hat dieser Rat beschlossen, dass sie mit dem Brand auf ihren Backen bezeichnet werden sollte. Da sie aber schwanger ist, wurde sie begnadigt, damit sie aus der Stadt geführt werde. Ihr Leben lang darf sie nicht mehr in dasselbe Gebiet kommen, auch nicht in einen Umkreis von sechs Meilen. Danach habe sich jedermann zu richten. Gegeben am 21. April Anno 1528.“

Am Tag der Urteilsverkündung wurde Susanna Daucher unterhalb des Rathauserkers an den Pranger gestellt. Anschließend wurde der Ausweisungsbeschluss umgehend vollzogen. Die beiden Kinder musste Susanna Daucher zurücklassen; sie wurden unter Pflegschaft gestellt. Als der Ehemann, der im Blick auf das Geschehene ahnungslos war, von Wien zurückkehrte, war seine Existenz durch den Verlust seiner Familie und den Einzug seines Vermögens ruiniert. Damit war auch seine künstlerische Tätigkeit beendet; nach dieser Zeit ist – soweit bekannt – kein Werk mehr von ihm entstanden. Ab 1530 führte man Hans Daucher in den städtischen Steuerlisten als „Habnit“ (= Habenichts). Er verzog nach Württemberg, wo er gegen geringen Lohn eine Anstellung bei Herzog Ulrich fand. Um 1537 starb Hans Daucher in einem Siechenhaus in der Nähe von Stuttgart. Ob er seine Ehefrau wiedergesehen hat, muss eine offene Frage bleiben. Susanna Dauchers weiterer Lebensweg bleibt ebenfalls im Dunkeln. Vermutungen gehen dahin, dass sie – wie andere vertriebene Täufer auch – in Stuttgart eine neue Heimat fand.

## Gedenken
Am 12. April 2013, dem Gedenktag des täuferischen Ostergottesdienstes von 1528, wurde am Haus von Hans und Susanna Daucher, das sich an der Ecke Hinterer Lech 2 / Ecke Schleifergässchen befindet, eine Gedenktafel angebracht. Sie enthält unter der Überschrift Versammlungsort der Täufer folgenden Text: 

„Am Ostermorgen, 12. April 1528, versammelte sich eine Gemeinde der Täufer im Haus des Bildhauers Hans Daucher und seiner Frau Susanna. Die Stadtwache sprengte die illegale „Zusammenrottung“ und verhaftete 88 Personen. Sie wurden, teilweise unter Folter, verhört. Auf Beschluss des Stadtrates wurden die meisten ausgewiesen. Dorothea Fröhlich, Scholastika Stierpaur und Thomas Paur erhielten ein Brandzeichen. Elisabeth Heggenmiller wurde die Zunge herausgeschnitten. Vorsteher Hans Leupold wurde am 25. April 1528 hingerichtet. Susanna Daucher wurde am 21. April 1528 ausgewiesen. Weil sie schwanger war, wurde ihr das Brandzeichen erspart. Ihre beiden kleinen Söhne musste sie zurücklassen.“